# Missões no estrangeiro das Forças Armadas Portuguesas

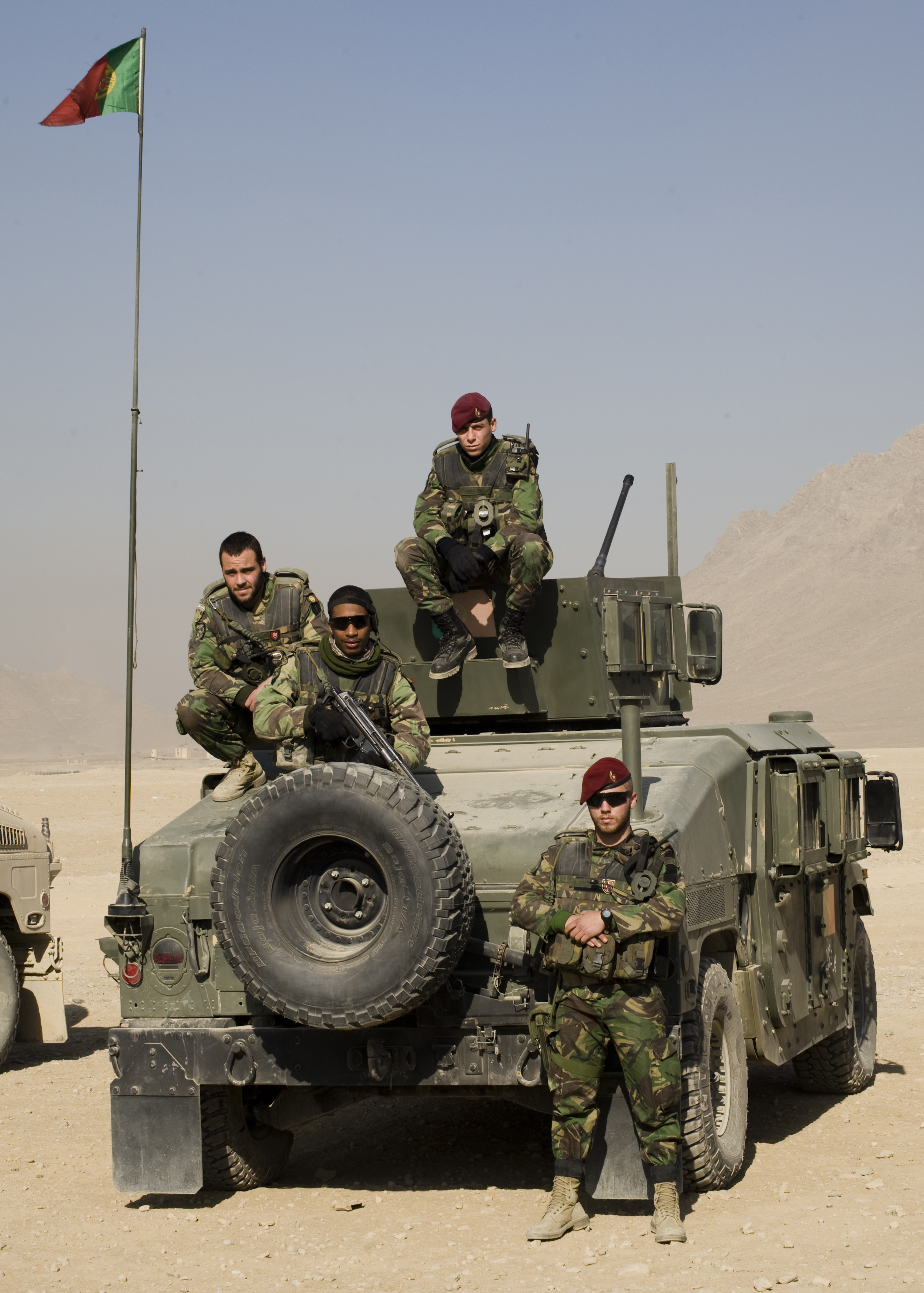
Comandos do Exército Português em missão no Afeganistão

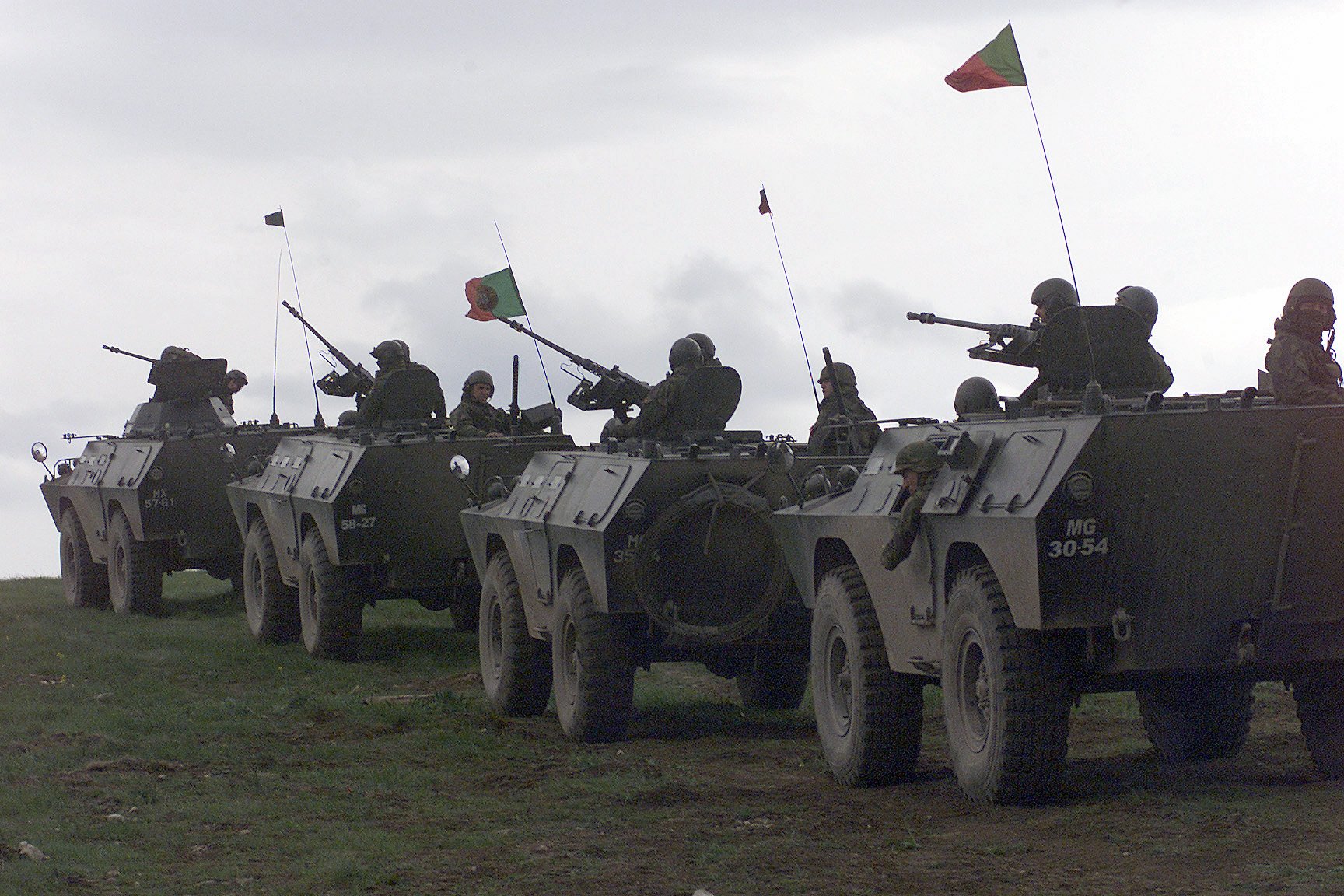
Coluna blindada de viaturas Chaimite do Exército Português na Bósnia e Herzegovina

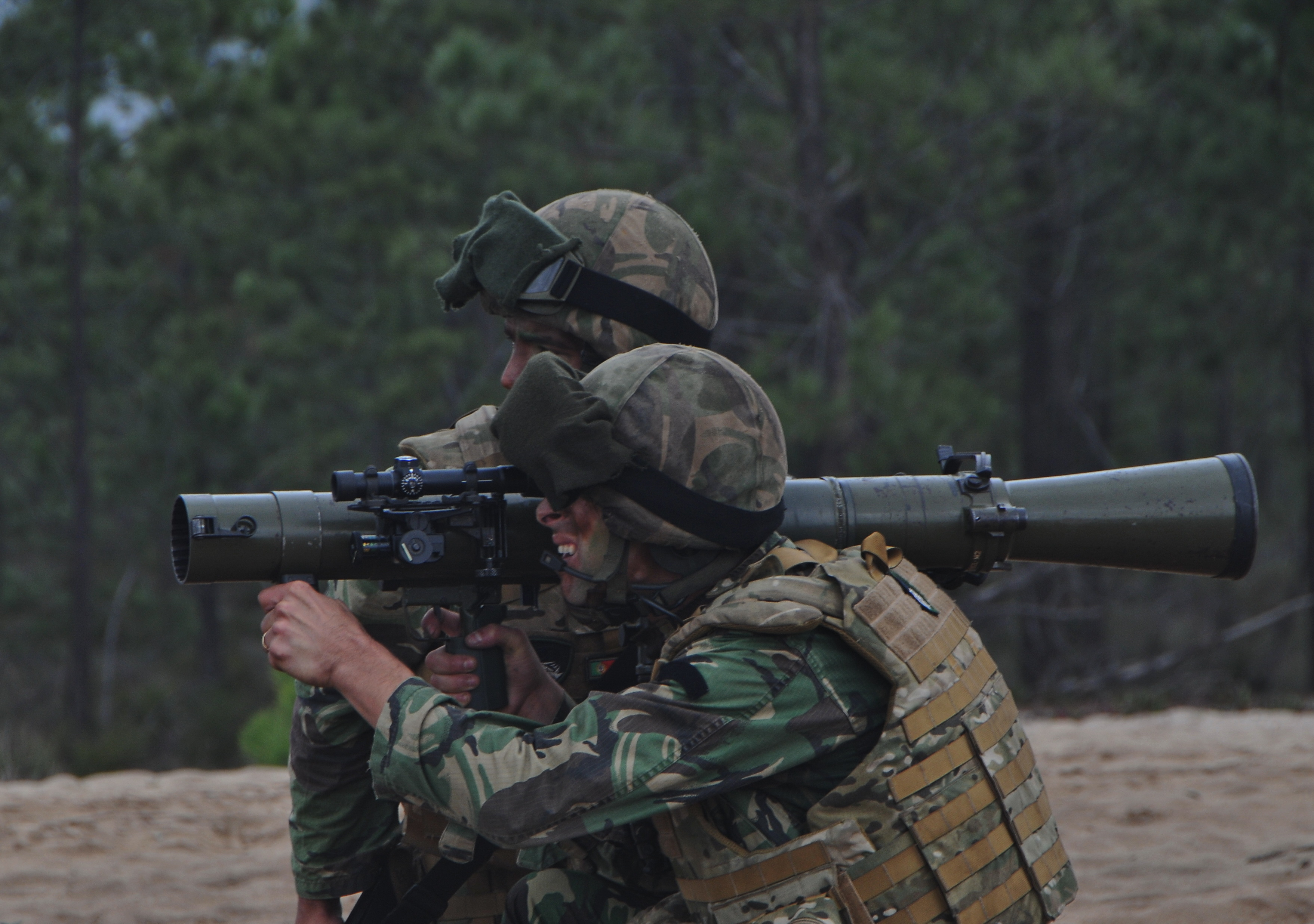
Fuzileiros Portugueses no exercício NATO, Trident Juncture 2015

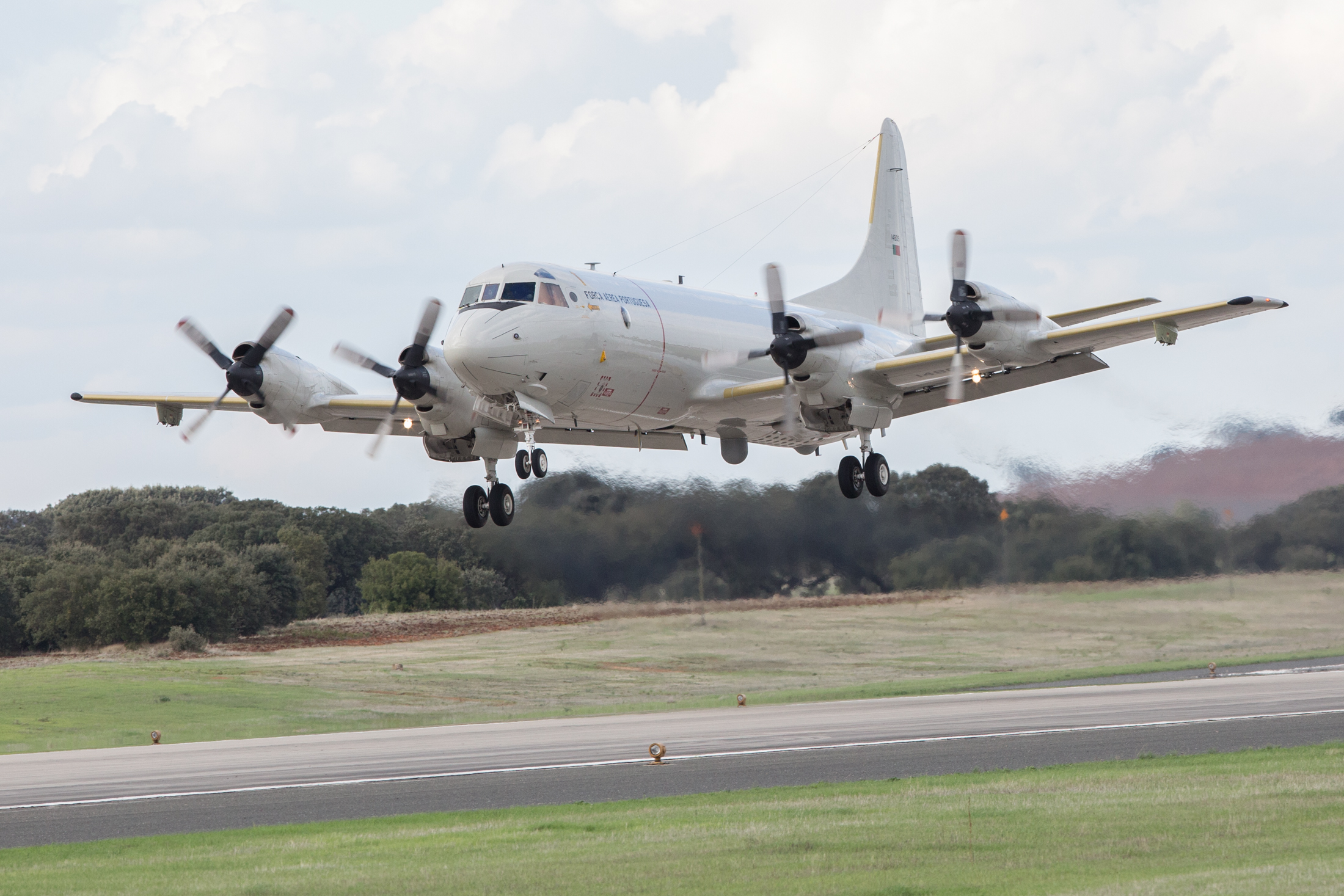
O Lockheed P-3C CUP + da Força Aérea Portuguesa é frequentemente utilizado em missões da Frontex.

Segue uma lista de várias missões internacionais realizadas pelas Forças Armadas Portuguesas no âmbito da Nato, Organização das Nações Unidas e União Europeia. Além destas missões, as Forças Armadas Portuguesas também participam em coalizões militares com vários países para travar o avanço do Estado Islâmico no Iraque, assim como em acordos bilaterais com vários países. O efetivo representa o total de militares que foi empregue nas missões desde o seu inicio até ao fim.

## Missões NATO

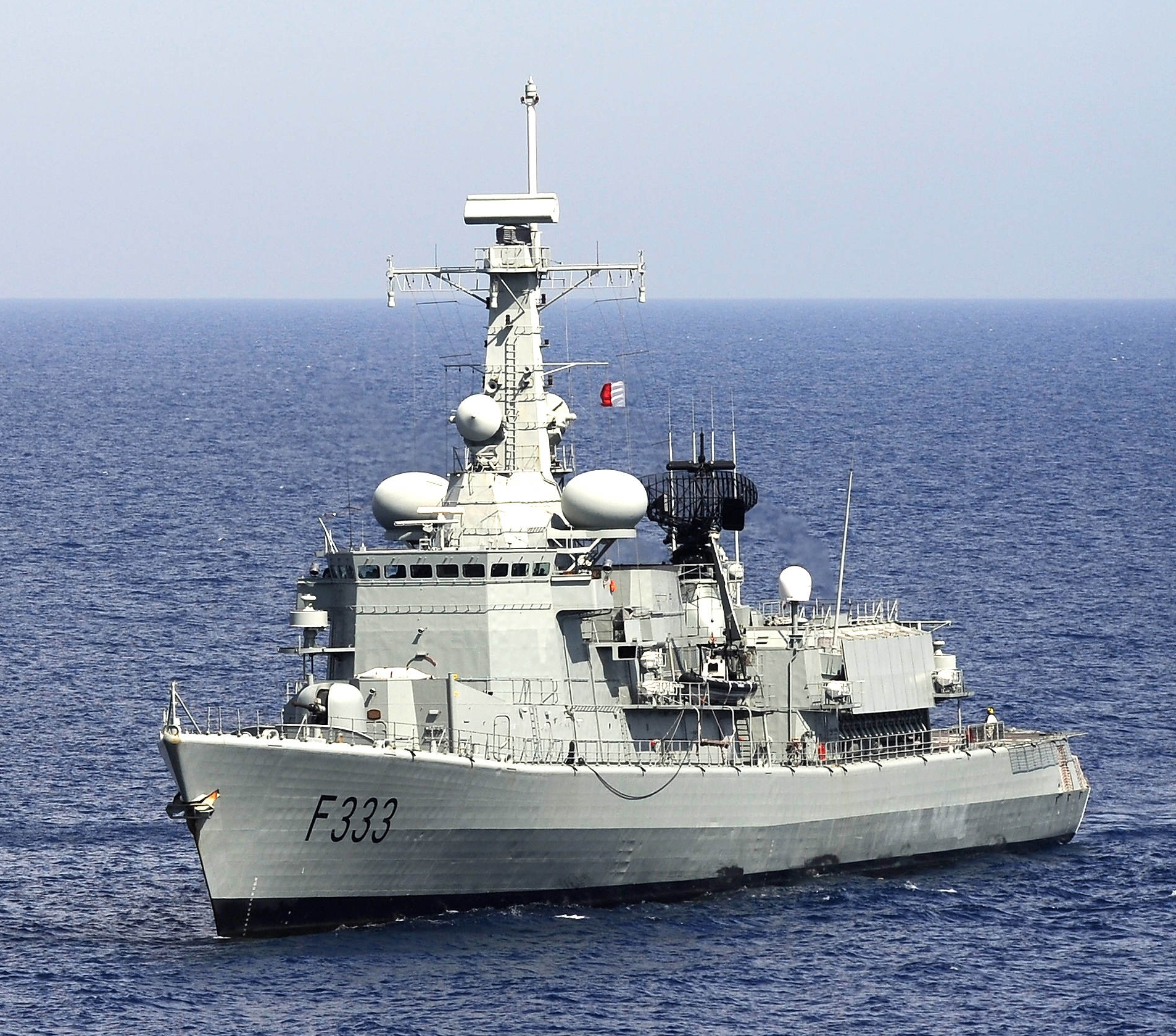
O NRP Bartolomeu Dias e outras fragatas da Marinha Portuguesa participam anualmente nas missões Nato, do SNMG1

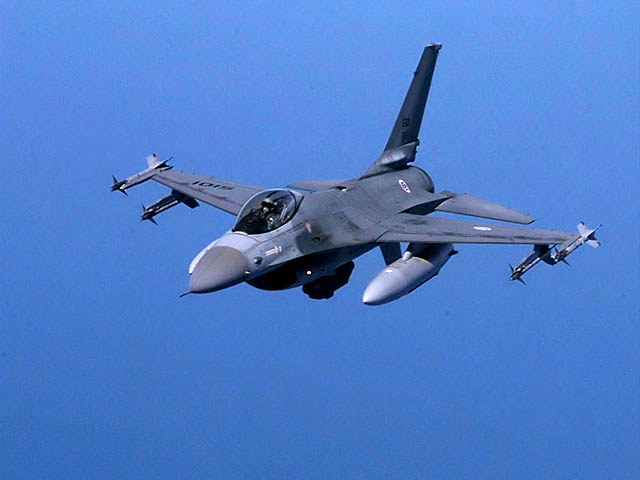
Os F16 da Força Aérea Portuguesa participam várias vezes em missões NATO de policiamento aéreo, nos países do Báltico, Islândia e Romênia

Missões realizadas no passado e presente ao abrigo da Organização do Tratado do Atlântico Norte (NATO). Nesta lista não estão incluídos exercícios militares realizados com a NATO.
| Nome da missão                                             | Local                    | Ano                                                 | Efetivo | Ramo das Forças Armadas                                                                |
| ---------------------------------------------------------- | ------------------------ | --------------------------------------------------- | ------- | -------------------------------------------------------------------------------------- |
| Operação Desert Shield                                     | Iraque                   | 1990                                                | 6       | Força Aérea Portuguesa (Lockheed C-130 Hercules)                                       |
| Provide Confort                                            | Iraque                   | 1991                                                | 6       | Força Aérea Portuguesa (Lockheed C-130 Hercules)                                       |
| Implementation Force                                       | Kosovo                   | 1995                                                |         | Exército Português                                                                     |
| Operação Sharp Guard                                       | Mar Adriático            | 1993-1996                                           | 280     | Marinha Portuguesa                                                                     |
| IFOR/SFOR                                                  | Bósnia e Herzegovina     | 1996-2004                                           | +6900   | Exército Português                                                                     |
| AFOR                                                       | Albânia                  | 1999                                                |         | Exército Português                                                                     |
| Bombardeamento na Iugoslávia                               | Iugoslávia               | 1999                                                |         | Força Aérea Portuguesa (3x General Dynamics F-16)                                      |
| Conflito na Macedônia de 2001                              | Macedônia do Norte       | 2001-2002                                           |         | Exército Português                                                                     |
| KFOR                                                       | Kosovo                   | 1998-2017                                           | +2200   | Exército Português e Força Aérea Portuguesa                                            |
| Operation Active Endeavour                                 | Mar Mediterrâneo         | 2001-2016                                           |         | Força Aérea Portuguesa (Lockheed P-3C Orion)                                           |
| Força Internacional de Apoio à Segurança                   | Afeganistão              | 2002-2014                                           | 3600    | Exército Português, Marinha Portuguesa e Força Aérea Portuguesa.                       |
| NTM-I                                                      | Iraque                   | 2005-2011                                           |         | Exército Português                                                                     |
| NATO SNMG1                                                 | Mar do Norte             | 2005-atualidade                                     | +3035   | Marinha Portuguesa (NRP Bartolomeu Dias, NRP D. Francisco de Almeida e NRP Corte-Real) |
| Baltic Air Policing                                        | Estónia Letônia Lituânia | 2007; 2014; 2016; 2018; 2021; 2023; 2024-atualidade | +738    | Força Aérea Portuguesa. (4x General Dynamics F-16 e Lockheed P-3 Orion)                |
| Operação Ocean Shield                                      | Golfo de Adem            | 2009-2016                                           |         | Marinha Portuguesa (NRP D. Francisco de Almeida)                                       |
| Icelandic Air Policing                                     | Islândia                 | 2012; 2022                                          | 155     | Força Aérea Portuguesa (4x General Dynamics F-16)                                      |
| NATO SNMG2                                                 | Mar do Norte             | 2012-2014                                           | 99      | Marinha Portuguesa (NRP Arpão)                                                         |
| NATO Assurance Measures                                    | Roménia                  | 2015; 2017                                          | +150    | Força Aérea Portuguesa (4x General Dynamics F-16)                                      |
| Operation Sea Guardian                                     | Mar Mediterrâneo         | 2016-atualidade                                     | +377    | Força Aérea Portuguesa                                                                 |
| NATO Assurance Measures                                    | Lituânia                 | 2016                                                | 120     | Exército Português (6x L118)                                                           |
| Missão Apoio Resoluto                                      | Afeganistão              | 2018-2021                                           | 1020    | Exército Português.                                                                    |
| NATO SNMCMG1                                               |                          | 2018-2020                                           |         | Marinha Portuguesa (Destacamento de Mergulhadores Sapadores)                           |
| NATO Assurance Measures                                    | Lituânia                 | 2019-atualidade                                     | 954     | Marinha Portuguesa                                                                     |
| NATO Assurance Measures                                    | Polónia                  | 2019; 2020                                          | +150    | Força Aérea Portuguesa.                                                                |
| Tailored Forward Presence                                  | Roménia                  | 2021-atualidade                                     | 752     | Exército Português.                                                                    |
| Apoio a refugiados afegãos                                 | Kosovo                   | 2021-2021                                           | 15      | Exército Português, Marinha Portuguesa e Força Aérea Portuguesa.                       |
| NATO SNMCMG2                                               | Mar do Norte             | 2022                                                | 67      | Marinha Portuguesa (NRP Viana do Castelo).                                             |
| Enhanced Vigilance Activity                                | Roménia                  | 2023-atualidade                                     | 442     | Exército Português                                                                     |
| Very High Readiness Joint Task Force — (Maritime) (VJTF-M) | Mar do Norte             | 2023                                                | 4       | Marinha Portuguesa                                                                     |
| Noble Shield 24                                            |                          | 2024                                                | 176     | Marinha Portuguesa (NRP Bartolomeu Dias)                                               |
| Operação Brilliant Shield                                  | Ártico                   | 2024                                                | 36      | Marinha Portuguesa (NRP Arpão)                                                         |
| Enhanced Vigilance Activities                              | Eslováquia               | 2024                                                | 24      | Exército Português (5 Leopard 2 A6)                                                    |

## Missões ONU
Missões realizadas no passado e presente ao abrigo da Organização das Nações Unidas (ONU). As missões com efetivos reduzidos, são na sua maioria, missões de observação, como por exemplo supervisão de processos eleitorais, apoios ao processo de paz , observação de cumprimentos de paz e formação.
| Nome da missão            | País                           | Ano             | Efetivo | Ramo das Forças Armadas                                         |
| ------------------------- | ------------------------------ | --------------- | ------- | --------------------------------------------------------------- |
| UNOGIL                    | Líbano                         | 1958            | 5       | Exército Português                                              |
| UNTAG                     | Namíbia                        | 1989            | 3       | Exército Português                                              |
| UNPROFOR                  | ex Jugoslávia                  | 1991-2001       | 47      | Exército Português e Força Aérea Portuguesa                     |
| Operation Provide Comfort | Iraque                         | 1991            |         | Força Aérea Portuguesa                                          |
| UNAVEM II                 | Angola                         | 1992            | 4       | Exército Português                                              |
| ONUMOZ                    | Moçambique                     | 1993-1994       | 469     | Exército Português                                              |
| UNONSA                    | África do Sul                  | 1994            | 5       | Exército Português                                              |
| ICYF                      | ex Jugoslávia                  | 1994            | 1       | Exército Português                                              |
| UNCRO                     | Croácia                        | 1995-1996       | 5       | Exército Português                                              |
| UNAVEM III                | Angola                         | 1995-1997       | 597     | Exército Português e Força Aérea Portuguesa                     |
| UNPREDEP                  | Antiga Macedônia               | 1996-1999       | 3       | Exército Português                                              |
| UNMIBH                    | Bósnia e Herzegovina           | 1996-2002       |         | Exército Português                                              |
| UNMOP                     | Croácia                        | 1996-2004       | 8       | Exército Português                                              |
| MINURSO                   | Sara Ocidental                 | 1996-2001       | 23      | Exército Português                                              |
| INTERFET                  | Timor-Leste                    | 1999-2000       | 184     | Marinha Portuguesa                                              |
| UNTAET                    | Timor-Leste                    | 2000-2002       | 2639    | Exército Português, Marinha Portuguesa e Força Aérea Portuguesa |
| MONUA                     | Angola                         | 2002-2005       | 558     | Exército Português, Marinha Portuguesa e Força Aérea Portuguesa |
| UNMISET                   | Timor-Leste                    | 2002-2005       | 2597    | Exército Português e Marinha Portuguesa                         |
| UNMIL                     | Libéria                        | 2003            | 1       | Exército Português                                              |
| UNOCI                     | Costa do Marfim                | 2004            | 1       | Exército Português                                              |
| ONUB                      | Burúndi                        | 2004-2006       | 4       | Exército Português                                              |
| UNMIK                     | Kosovo                         | 2005-2013       | 8       | Exército Português                                              |
| UNOTIL                    | Timor-Leste                    | 2005-2006       | 5       | Exército Português                                              |
| UNFIL                     | Líbano                         | 2006-2012       | 717     | Exército Português, Marinha Portuguesa e Força Aérea Portuguesa |
| ACNUR                     | Argélia                        | 2006            |         | Força Aérea Portuguesa                                          |
| OR RD                     | República Democrática do Congo | 2006            | 33      | Marinha Portuguesa                                              |
| MONUC                     | República Democrática do Congo | 2006            | 18      | Força Aérea Portuguesa                                          |
| MINURCAT                  | Chade                          | 2008-2009       | 1       | Exército Português                                              |
| UNAMA                     | Afeganistão                    | 2008-2021       |         | Exército Português                                              |
| MINUSMA                   | Mali                           | 2014-atualidade | +505    | Exército Português e Força Aérea Portuguesa                     |
| UN Verification Mission   | Colômbia                       | 2016-atualidade | +20     | Exército Português, Marinha Portuguesa e Força Aérea Portuguesa |
| ONUOGBIS                  | Guiné-Bissau                   | 2016            | 1       | Exército Português                                              |
| MINUSCA                   | República Centro-Africana      | 2017-atualidade | +2000   | Exército Português e Força Aérea Portuguesa                     |

## União Europeia
Missões realizadas no passado e presente ao abrigo da União Europeia.
| Nome da Missão     | Local                     | Ano             | Efetivo | Ramo das Forças Armadas                                         |
| ------------------ | ------------------------- | --------------- | ------- | --------------------------------------------------------------- |
| Operação Althea    | Bósnia e Herzegovina      | 2004-2012       | 928     | Exército Português                                              |
| Frontex            | Mar Mediterrâneo          | 2004-atualidade | +736    | Marinha Portuguesa e Força Aérea Portuguesa                     |
| EUFOR Tchad/RCA    | Chade                     | 2008            | 70      | Força Aérea Portuguesa                                          |
| Operation ATALANTA | Somália                   | 2008-atualidade | +450    | Exército Português, Marinha Portuguesa e Força Aérea Portuguesa |
| EUTM Mali          | Mali                      | 2016-atualidade | +80     | Exército Português, Marinha Portuguesa e Força Aérea Portuguesa |
| EUTM Somália       | Somália                   | 2016-atualidade | +20     | Exército Português e Marinha Portuguesa                         |
| EUTM RCA           | República Centro-Africana | 2016-atualidade | +100    | Exército Português, Marinha Portuguesa e Força Aérea Portuguesa |
| EUTM Mozambique    | Moçambique                | 2021-atualidade | 60      | Exército Português                                              |
| Operation IRINI    | Mar Mediterrâneo ( Líbia) | 2021            | 70      | Marinha Portuguesa e Força Aérea Portuguesa                     |
| EUTM Ucrânia       | Roménia                   | 2022            | ≃20     | Exército Português                                              |

## Acordos Bilaterais
Missões realizadas ao abrigo de acordos formais entre Portugal e outros países.
| Nome da Missão                                          | Local                          | Ano            | Efetivo | Ramo das Forças Armadas                                                |
| ------------------------------------------------------- | ------------------------------ | -------------- | ------- | ---------------------------------------------------------------------- |
| CDD Angola                                              | Angola                         | 2006-presente  | +2000   | Exército Português, Força Aérea Portuguesa e Marinha Portuguesa        |
| CDD Cabo Verde                                          | Cabo Verde                     | 2006-presente  | +2000   | Exército Português, Força Aérea Portuguesa e Marinha Portuguesa        |
| CDD Guiné Bissau                                        | Guiné-Bissau                   | 2006-presente  | +2000   | Exército Português, Força Aérea Portuguesa e Marinha Portuguesa        |
| CDD Moçambique                                          | Moçambique                     | 2006-presente  | +2000   | Exército Português, Força Aérea Portuguesa e Marinha Portuguesa        |
| CDD São Tomé e Príncipe                                 | São Tomé e Príncipe            | 2006-presente  | +2000   | Exército Português, Força Aérea Portuguesa e Marinha Portuguesa        |
| CDD Timor Leste                                         | Timor-Leste                    | 2006-presente  | +2000   | Exército Português, Força Aérea Portuguesa e Marinha Portuguesa        |
| Operation Inherent Resolve                              | Iraque                         | 2014-presente  | +250    | Exército Português                                                     |
| Missão Mar Aberto                                       | Golfo da Guiné                 | 2018-presente  | +360    | Marinha Portuguesa.                                                    |
| Operation Gallant Phoenix                               | Jordânia                       | 2018-presente  | +30     | Exército Português                                                     |
| Capacitação Operacional e Marítima                      | São Tomé e Príncipe            | 2018-presente  | +70     | Marinha Portuguesa.                                                    |
| Takuba Task Force                                       | Mali                           | 2020- presente | 20      | Exército Português e Marinha Portuguesa                                |
| Combate à Insurreição islâmica em Moçambique            | Moçambique                     | 2021-presente  | 60      | Exército Português e Marinha Portuguesa                                |
| Evacuação de cidadãos afegãos                           | Afeganistão                    | 2021-2021      | 4       | Exército Português.                                                    |
| Evacuação de cidadãos Portugueses em Israel             | Israel / Chipre                | 2023-2023      | 8       | Força Aérea Portuguesa (Lockheed C-130 Hercules)                       |
| AMLEP – Africa Maritime Law Enforcement Partnership     | Cabo Verde São Tomé e Príncipe | 2024           | 11      | Força Aérea Portuguesa (Lockheed P-3C Orion Cup +)                     |
| Evacuação de cidadãos Portugueses e Espanhóis no Líbano | Líbano / Chipre                | 2024           | 8       | Força Aérea Portuguesa (Embraer C-390 Millennium e Dassault Falcon 50) |
| Combate ao efeito das enchentes em Valencia             | Espanha                        | 2024           | 28      | Exército Português, Força Aérea Portuguesa e Marinha Portuguesa        |